# Championnats du monde de pentathlon moderne 1988
Navigation
Édition précédente Édition suivante
Les Championnats du monde de pentathlon moderne 1988 se sont tenus à Varsovie,  Pologne.

## Podiums

### Hommes
- La compétition masculine ne s'est pas tenu en 1988.

### Femmes
| Épreuves    | Or                                               | Argent                                                           | Bronze                                                               |
| ----------- | ------------------------------------------------ | ---------------------------------------------------------------- | -------------------------------------------------------------------- |
| Individuel  | Pologne Dorota Idzi                              | Union soviétique Irina Kisseleva                                 | France Caroline Delemer                                              |
| Par équipes | Pologne Dorota Idzi Anna Sulima Iwona Kowalewska | Italie Barbara Boccolari Fabrizia Alessandrini Emanuella Gabella | France Sophie Moressée-Pichot Caroline Delemer Nathalie Hugenschmitt |